# Władimir Titow
Władimir Gieorgijewicz Titow, ros. Владимир Георгиевич Титов (ur. 1 stycznia 1947 w Sreteńsku) – radziecki kosmonauta, pilot myśliwski i doświadczalny, Lotnik Kosmonauta ZSRR.
Stowarzyszenie Uczestników Lotów Kosmicznych (Association of Space Explorers) przyznało mu Universal Astronaut Insignia za lot orbitalny (nr 118).

## Loty w kosmos

### Sojuz T-8
20 kwietnia 1983 roku wystartował z Aleksandrem Sierebrowem i Giennadijem Striekałowem z zadaniem połączenia się z Salutem 7. Połączenie nie zostało zrealizowane i kosmonauci powrócili na Ziemię już 22 kwietnia 1983 r.

### Sojuz T-10-1
W dniu 26 września 1983 r. miał polecieć z Giennadijem Striekałowem ku bazie Salut 7, ale start zakończył się eksplozją rakiety nośnej na wyrzutni i ewakuacją załogi przy pomocy rakiety ewakuacyjnej pojazdu. Spowodowało to dużą zwłokę w wysyłaniu załóg do Saluta 7.

### Sojuz TM-4
21 grudnia 1987 wraz z Musą Manarowem i Anatolijem Lewczenko poleciał do stacji kosmicznej Mir. Po rekordowo długotrwałym rocznym pobycie w kosmosie w dniu 21 grudnia 1988 roku powrócili na Ziemię z Jean-Loup Chrétien (astronautą z Francji) w kabinie statku Sojuz TM-6.

### DiscoverySTS-63
Od 3 do 11 lutego 1995 roku członek załogi wahadłowca jako specjalista ds. misji. W czasie tego lotu prom zbliżył się do rosyjskiej stacji kosmicznej Mir na odległość 11 metrów.

### AtlantisSTS-86
Uczestnik siódmego lotu amerykańskiego wahadłowca na rosyjską stację kosmiczną Mir. Lot odbył się w dniach 26 września – 6 października 1997 roku. W czasie tego lotu Władimir Titow razem z Scottem Parazynskim w dniu 1 października przebywał w otwartej przestrzeni kosmicznej przez 5 godzin i 1 minutę.